# あによめ
『あによめ』は、東海テレビ制作・フジテレビ系列で、1986年10月6日 - 12月30日に放送された昼ドラマである。

## 概要
夫に蒸発された妻を夫の弟が愛してしまう。

## キャスト
- 武原英子[1]
- 黒田アーサー[1]
- 大出俊[1]
- 左幸子
- 茅島成美
- 石田弦太郎（現・石田太郎）
- 佐藤真浪
- 菊田広美
- 鈴木重成
- 大林丈史
- 鹿内孝
- 東千晃
- 本山可久子
- 庄司永健
- 望月太郎
- 宮内順子
- ナレーター - 黒沢良[1]

## スタッフ
- 演出 - 平松敏男、井村次雄
- 脚本 - 西沢裕子[1]
- 制作 - 東海テレビ[1]、東京映画新社